# Mette-Marit, Prințesă a Norvegiei
Mette-Marit, Prințesă Moștenitoare a Norvegiei (născută Mette-Marit Tjessem Høiby, 19 august 1973) este soția lui Haakon, Prințul Moștenitor al Norvegiei.